# Ferronickelplatin
Ferronickelplatin ist ein sehr selten vorkommendes Mineral aus der Mineralklasse der „Elemente (einschließlich natürliche Legierungen, intermetallische Verbindungen, Carbide, Nitride, Phosphide und Silicide)“ mit der chemischen Zusammensetzung Pt2FeNi und ist damit chemisch gesehen eine natürliche Legierung, genauer eine Intermetallische Verbindung aus Platin, Nickel und Eisen im Verhältnis von 2 : 1 : 1.
Ferronickelplatin kristallisiert im tetragonalen Kristallsystem, fand sich jedoch bisher nur in mikrokristalliner Form. Ferronickelplatin tritt verwachsen mit anderen Platingruppenmineralen als unregelmäßige, leicht gerundete oder traubige Körner von bis zu 4,5 mm Größe auf, wobei die monomineralischen Bereiche nur bis etwa 0,15 mm groß sind.
Ferronickelplatin ist in jeder Form undurchsichtig (opak) und zeigt auf den silberweißen Kornoberflächen einen metallischen Glanz.

## Etymologie und Geschichte
Erstmals entdeckt wurde das Mineral in einer Seifenlagerstätte am Fluss Pekulnei im gleichnamigen Pekulnei-Gebirge in dem zu Russland gehörenden Autonomen Kreis der Tschuktschen. Die Analyse und Erstbeschreibung erfolgte durch N. S. Rudaschewskij, A. G. Motschalow, Ju. P. Menschikow und N. I. Schumskaja (russisch Н. С. Рудашевский, А. Г. Мочалов, Ю. П. Меньшиков, Н. И. Шумская), die es in Anlehnung an dessen chemische Zusammensetzung als Ferronickelplatin bezeichneten (russisch Ферроникельплатина).
Die Mineralbeschreibung und der gewählte Name wurden 1982 zur Prüfung bei der International Mineralogical Association eingereicht (interne Eingangsnummer der IMA: 1982-071). Diese erkannte den Ferronickelplatin noch im selben Jahr als eigenständige Mineralart an. Die Publikation der Neuentdeckung folgte im Jahr darauf im russischen Wissenschaftsmagazin Sapiski Wsessojusnogo Mineralogitscheskogo Obschtschestwa (russisch Записки Всесоюзного Минералогического Общества) und wurde 1984 durch Pete J. Dunn et al. bei der Bekanntgabe der durch die IMA anerkannten Neuen Mineralnamen bestätigt.
Das Typmaterial des Minerals wird im Staatlichen Montaninstitut in Sankt Petersburg unter der Katalog-Nr. 1306/1 aufbewahrt.
Die seit 2021 von der IMA/CNMNC anerkannte Kurzbezeichnung (auch Mineral-Symbol) von Ferronickelplatin lautet „Fnpt“.

## Klassifikation
Da der Ferronickelplatin erst 1982 als eigenständiges Mineral anerkannt wurde, ist er in der seit 1977 veralteten 8. Auflage der Mineralsystematik nach Strunz noch nicht verzeichnet.
In der zuletzt 2018 überarbeiteten Lapis-Systematik nach Stefan Weiß, die formal auf dieser alten Systematik von Karl Hugo Strunz basiert, erhielt das Mineral die System- und Mineralnummer I/A.15-040. In der Lapis-Systematik entspricht dies der Klasse der „Elemente“ und dort der Abteilung „Metalle und intermetallische Verbindungen“, wo Ferronickelplatin zusammen mit Bortnikovit, Chengdeit, Isoferroplatin, Nielsenit, Tetraferroplatin und Tulameenit eine unbenannte Gruppe mit der Systemnummer I/A.15 bildet.
Die von der IMA zuletzt 2009 aktualisierte 9. Auflage der Strunz’schen Mineralsystematik ordnet den Ferronickelplatin ebenfalls in die Abteilung der „Metalle und intermetallischen Verbindungen“ ein. Diese ist allerdings weiter unterteilt nach den in der Verbindung vorherrschenden Metallen, die entsprechend ihrer verwandten Eigenschaften in Metallfamilien eingeteilt wurden. Ferronickelplatin ist hier entsprechend seiner Zusammensetzung in der Unterabteilung „PGE-Metall-Legierungen“ zu finden ist, wo es nur noch zusammen mit Tetraferroplatin und Tulameenit die „Tetraferroplatin-Gruppe“ mit der Systemnummer 1.AG.40 bildet.
In der vorwiegend im englischen Sprachraum gebräuchlichen Systematik der Minerale nach Dana hat Ferronickelplatin die System- und Mineralnummer 01.02.04.03. Dies entspricht ebenfalls der Klasse und gleichnamigen Abteilung „Elemente“, wo das Mineral zusammen mit Potarit, Tetraferroplatin und Tulameenit in der „Tetraferroplatingruppe (Raumgruppe P4/mmm)“ mit der Systemnummer 01.02.04 innerhalb der Unterabteilung „Elemente: Platingruppenmetalle und -legierungen“ zu finden ist.

## Chemismus
Anhand von sechs Körnern in einem polierten Bereich ergab die Analyse mithilfe der Elektronenmikrosonde die chemische Zusammensetzung von 75,7–77,6 % Platin, 10,4–11,0 % Eisen, 10,2–11,7 % Nickel, 0,27–0,69 % Iridium und 0,33–0,36 % Kupfer, was einer empirischen Zusammensetzung von (Pt2.016Ir0.012)Fe0.983(Ni0.962Cu0.027) beziehungsweise der idealisierten Zusammensetzung Pt2FeNi entspricht. Analysen von weiteren vier Körnern ergaben variable, aber niedrige Gehalte an Ruthenium, Rhodium, Palladium und Cobalt. Aufgrund des variablen Cu-Ni-Gehaltes wird allerdings angenommen, dass Ferronickelplatin eine lückenlose Mischkristallreihe mit Tulameenit (Pt2FeCu) bildet.

## Kristallstruktur
Ferronickelplatin kristallisiert tetragonal in der Raumgruppe P4/mmm (Raumgruppen-Nr. 123) mit den Gitterparametern a = 2,73 Å und c = 3,64 Å sowie einer Formeleinheit pro Elementarzelle.

## Bildung und Fundorte
An seiner Typlokalität am Fluss Pekulnei fand sich das Mineral in den Schwermineralkonzentraten quartärer, alluvialer Ablagerungen zusammen mit Ultramafiten in einem Ophiolithband. Als Begleitminerale traten hier Cherepanovit, Chromit, Cooperit, Hollingworthit, Irarsit, Isoferroplatin, Laurit, Olivin, Rutheniridosmin, Sperrylith und Tetraferroplatin auf.
In Russland fand man Ferronickelplatin außer am Fluss Pekulnei noch in der Koriak-Kamtschatka-Faltzone im Fernen Osten sowie im Kytlym-Komplex und in der nahe gelegenen Platingrube Gosshakhta in der Oblast Swerdlowsk im Ural.
Weitere bisher bekannte Fundorte sind unter anderem der Nickelerz-Tagebau Loma Peguera etwa 11 km nordöstlich von Bonao in der Dominikanischen Republik, der Fluss Bir Bir nehe Yubdo in der äthiopischen Region Oromia, die Ophiolithe auf Île Ouen in der Gemeinde Le Mont-Dore in Neukaledonien, der Bushveld-Komplex in Südafrika und ein nicht näher benannter Fundpunkt nahe dem Nottingham Township im Chester County des US-Bundesstaates Pennsylvania.